# 爱情麻辣烫
《爱情麻辣烫》（ Spicy Love Soup）是张扬拍摄于1997年的爱情剧情片，1998年4月全國公映。全片以两个年轻人结婚的准备过程为线索，贯穿了五个不同年龄段都市人别具风格的情感小故事：《声音》、《麻将》、《玩具》、《十三香》、《照片》。全片轻松诙谐又不失哲理，处处闪现人性的光芒。

## 剧情
片名来源于影片开始，新人见父母是以吃“麻辣烫”的形式进行，隐喻爱情就像一锅麻辣烫，五味俱全，同时，五段小故事表达的情感悲欢也各有不同。
其中的第一部分《聲音》主演高圓圓、趙淼；第二部分《麻將》主演文興宇、劉釗、葛存壯；第三部分《玩具》主演徐帆、郭濤；第四部分《十三香》主演呂麗萍、濮存昕、李濱（女）、孫軼聲；第五部分《照片》主演徐靜蕾、邵兵；貫穿全片的主演王學兵。
周建（王学兵）和夏蓓（刘婕）在繁琐的婚前准备过程中，与五段不同年龄段人的爱情故事迎面，在这些故事里，他们瞥见自己的过去、现在以及可能的未来。 《声音》一段，他们见到的是少年人朦胧美好的初恋风情；《照片》一段，他们感受到的是青年人热恋的轰烈；《玩具》一段，年轻夫妇婚后平凡、平淡的生活与幻想世界的差距被他们尽收眼底；《十三香》一段，入他们眼的，是人到中年再次面对爱情考验时走上离婚之路的无奈和坚决；《麻将》一段，他们所见，则是步入人生黄昏之境的老年人沐浴夕阳之恋的温馨。

## 角色
| 演員   | 角色     |
| 王学兵 | 周健     |
| 刘婕   | 夏蓓     |
| 高圆圆 | 荷玲     |
| 赵淼   | 王艾     |
| 文兴宇 | 老钱     |
| 唐斯复 | 李林娜   |
| 李唐   | 老孙     |
| 刘钊   | 老赵     |
| 郭涛   | 余小辉   |
| 徐帆   | 陈静     |
| 吕丽萍 | 淑慧     |
| 濮存昕 | 建强     |
| 邵兵   | 夏小万   |
| 徐静蕾 | 林雨青   |
| 李宗盛 | 班主任   |
| 葛存壮 | 书法家   |
| 周华健 | 邻居     |
| 赵传   | 酒吧老板 |